# Roman Koucký
Roman Koucký (* 14. června 1959, Plzeň) je český architekt, urbanista a pedagog. Mezi jeho nejvýznamnější realizace patří Mariánský most v Ústí nad Labem nebo Trojský most v Praze. Zabývá se také problematikou územního plánování, je autorem několika územních a regulačních městských plánů. Vede vlastní samostatný ateliér na FA ČVUT. V letech 2012–2021 byl vedoucím Kanceláře metropolitního plánu, kde se svým týmem zpracovával návrh Metropolitního plánu hlavního města Prahy.

## Život
Roman Koucký se narodil v Plzni. Po vyučení truhlářem vystudoval Střední průmyslovou školu stavební v Plzni. Následně absolvoval Fakultu architektury ČVUT v Praze, kde roku 1985 obhájil diplomovou práci u doc. Věkoslava Pardyla. Po absolvování základní vojenské služby nastoupil do Ateliéru 7 Projektového ústavu hlavního města Prahy, kde pracoval do roku 1990, zároveň začal samostatně projektovat. Roku 1991 založil vlastní architektonickou kancelář. Na jaře roku 1992 se stal spoluzakladatelem a členem redakční rady sdružení Zlatý řez, které vydává stejnojmenný časopis a knihy o architektuře a umění. Od roku 1998 začal vést ateliér na FA ČVUT, zaměřený na velkoměstský urbanismus. Roku 2006 byl jmenován docentem FA ČVUT, od října téhož roku vede samostatný ateliér.
Od roku 2012 byl vedoucím Kanceláře metropolitního plánu a následně ředitelem Sekce plánování města na Institutu plánování a rozvoje hl. m. Prahy. Koucký a jeho tým pracovali na tvorbě Metropolitního plánu, nového územního plánu Prahy, který měl být schválen do roku 2020. Poté, co byl v září 2016 kvůli tlaku některých zastupitelů ze stran ANO a ČSSD odvolán ředitel Institutu plánování a rozvoje (IPR) Petr Hlaváček, Koucký i jeho tým na protest dali výpověď. Následné výběrové řízení na Kouckého post vyhrál opět Roman Koucký. Přes odpor některých politiků jej nový ředitel IPR Ondřej Boháč přijal na původní pozici.
Návrh plánu byl dokončen v roce 2018. Kouckého návrh opouštěl dělení města na funkční zóny, místo toho dělil město podle charakteru zástavby. Kritikové Kouckému vytýkali necitlivý přístup k pražskému panoramatu, přehnanou podporu výstavby výškových budov a celkovou nekoncepčnost návrhu. V lednu 2021 byl Koucký v rámci reorganizace odvolán z pozice šéfa Kanceláře Metropolitního plánu. Zůstal však působit jako externí konzultant. Upravený návrh Metropolitního plánu byl představen veřejnosti v dubnu 2022.
V roce 2024 Koucký získal cenu Architekt roku za mimořádný přínos architektuře.

## Výběr realizací

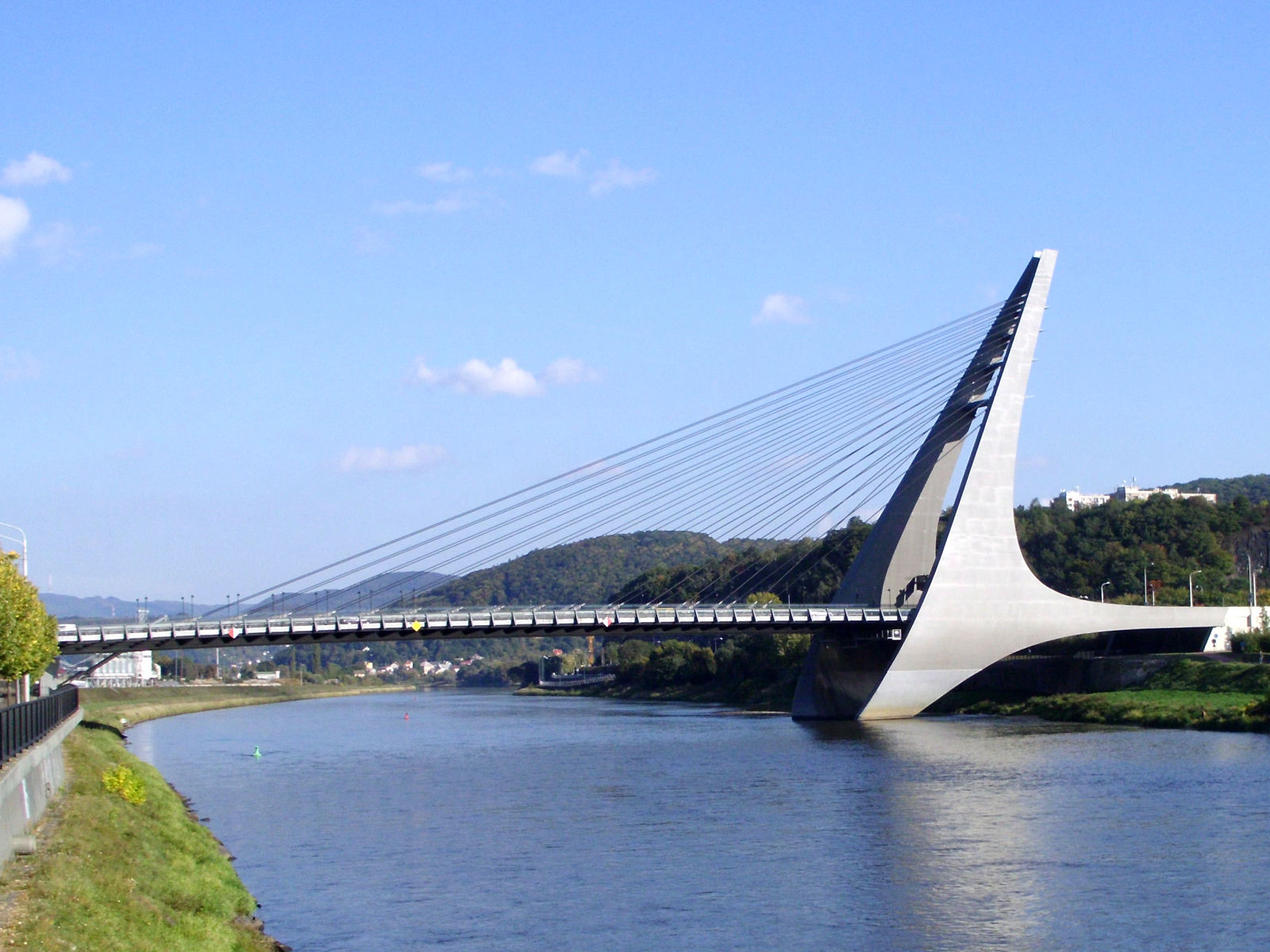
Marianský most v Ústí nad Labem

- Mariánský most, Ústí nad Labem (1998)
- Dlouhý most, České Budějovice (1998)
- rekonstrukce Fárova domu ve Slavonicích (1999)
- Bytový dům Labutí, Šternberk (2003)
- Trojský most, Praha (2013)

## Ocenění
- 2× Grand Prix architektů (1994, 2000)
- Cena Evropské asociace ocelových konstrukcí (1999)
- cena Archiwebu (2003)
- Architekt roku 2024